# Leonard Widman
Wilhelm Leonard Widman, född 23 november 1871 i Uppsala domkyrkoförsamling, Uppsala län, död 19 mars 1956 i Engelbrekts församling, Stockholm, var en svensk tandläkare. 

## Biografi
Efter studentexamen i Uppsala 1892 avlade Widman tandläkarkandidatexamen 1894, tandläkarexamen 1896, blev medicine kandidat vid Karolinska institutet 1901 och medicine licentiat där 1908. Han var praktiserande tandläkare i Stockholm från 1896, praktiserande tandkirurg där från 1908, biträdande lärare i tandkirurgi vid Tandläkarinstitutet 1909–10 samt av Karolinska institutet utsedd sakkunnig vid tillsättande av lärarbefattning i tandkirurgi, proteslära och tandreglering vid Tandläkarinstitutet 1912–29. Han var ledamot av styrelsen för Svenska Tandläkaresällskapet 1912–15, dess ordförande 1915–17 och 1925–27. Han var 1919–37 censor i tandläkarexamen och utgav 25 odontologiska arbeten, bland annat om radikalkirurgisk behandling av alveolarpyorré, för vilket han erhöll Svenska Tandläkaresällskapets Millerpris 1919.